# Oncorhynchus ishikawai
Oncorhynchus ishikawai је зракоперка из реда Salmoniformes. 

## Угроженост
Ова врста се сматра угроженом.

## Распрострањење
Јапан је једино познато природно станиште врсте.

## Станиште
Станиште врсте су слатководна подручја.